# Financement de la Première Guerre mondiale en France

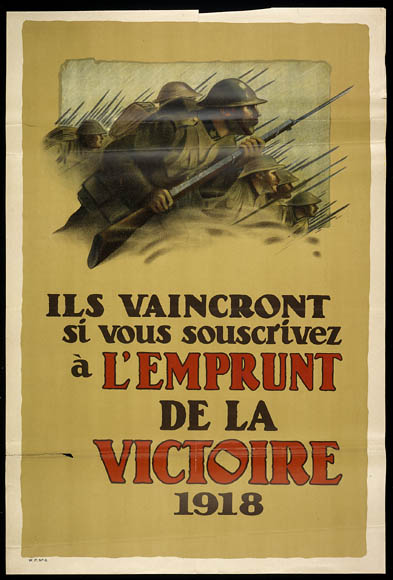
D'importants efforts de propagande sont mis en place pendant la guerre pour assurer le succès des émissions d'emprunts.

Le financement de la Première Guerre mondiale en France désigne les différents moyens par lesquels l'État français a financé les dépenses publiques liées à la guerre de 1914-1918. L’État a principalement eu recours à l'impôt, à l'emprunt et à la création monétaire. 
La Grande guerre a représenté, par son ampleur, un choc budgétaire inédit, pour les services de l'État comme pour le système financier français en général.

## Synthèse des financements
|                               | Milliards de francs courants | Pourcentages du total des ressources |
| ----------------------------- | ---------------------------- | ------------------------------------ |
| Impôts                        | 23,3                         | 15                                   |
| Dettes à court et moyen terme | 56                           | 35                                   |
| Dettes à long terme           | 35,4                         | 22                                   |
| Dettes extérieures            | 27,3                         | 17                                   |
| Création monétaire            | 16,7                         | 11                                   |

## Modalités de financement

### Financement par la fiscalité
La Première Guerre mondiale a été l'occasion de la création de nouveaux impôts pour subvenir aux dépenses exceptionnelles. Ce fut notamment le cas de la contribution exceptionnelle sur les bénéfices de guerre, votée en 1916, qui a permis d'imposer les entreprises ayant fait des bénéfices supplémentaires liés à la guerre. Une taxe exceptionnelle de guerre ainsi que l'augmentation des impôts indirects et des droits de timbre et d'enregistrement ont été votés.
L'outil fiscal n'a toutefois pas été l'outil privilégié par la France pendant la guerre. Il a permis de financer 15 % des dépenses engagées pendant la guerre, contre 30 % environ au  Royaume-Uni.

### Financement par la création monétaire
La situation exceptionnelle induite par la guerre a incité la Banque de France à participer au financement des déficits par le biais de la création monétaire. Cela s'est principalement traduit par une augmentation des avances directes de la Banque de France. La banque centrale a pu, grâce à une révision de la convention qui la liait au Trésor, prêter de l'argent nouvellement créé sur le court et le moyen terme. Ces avances dépassent les 16 milliards de francs à la fin de la guerre. Elles entraînent un gonflement de la masse monétaire tel que l'agrégat M2 passe de 15 milliards de francs avant la guerre à près de 46 milliards en 1918. Le niveau général des prix suit cette évolution. Le montant de ces créances comparé aux réserves d'or empêche le retour à la parité-or après la guerre.

### Financement par l'emprunt
Au début de la guerre, les autorités pensent que cette dernière sera courte, ils font donc le choix d'une dette flottante, c'est-à-dire à court et moyen terme. Le ministre des finances Alexandre Ribot suit l'idée du journaliste Alfred Neymarck et finance la guerre par émission de bons du Trésor (ici bons de la Défense nationale). Les intérêts s'élèvent à 5 %. D'importants efforts de propagande sont mis en place et l'émission de bons est un succès. En novembre 1915, le montant de bons émis atteint 9 milliards de francs. En 1918 c'est plus 30 milliards de francs de bons de la Défense nationale qui sont détenus par le contribuable français, en plus des bons du Trésor classiques. La durée du conflit ainsi que le montant important de dette à court terme pousse par la suite le Trésor à émettre des titres à long terme. Entre 1915 et 1918, quatre vagues d'émissions (grands emprunts) ont ainsi été lancées, toutes avec succès.
Entre 1914 et 1918, le déficit extérieur cumulé s'élève à 40 milliards de francs. Il est donc nécessaire pour le ministère des Finances de se procurer des devises étrangères afin de couvrir les importations du pays. Pour ce faire, il a recours à des crédits extérieurs (pour 30 milliards de francs), à des transferts d'or ainsi qu'à des rachats de titres étrangers détenus par les résidents.

## Conséquences

### Accroissement des dépenses publiques
La Première Guerre mondiale marque un accroissement net de l'intervention de l’État dans l'économie. Ses dépenses représentent une part croissante de la valeur ajoutée produite : les dépenses publiques passent de 8 % de la richesse nationale (1912) à environ 30 % en 1920.

### Accroissement de la dette
La dette publique est multipliée par six durant la guerre. C'est moins qu'au Royaume-Uni (multiplication par 12), aux États-Unis (par 25), et en Allemagne (par 30).

### Abandon de la parité-or du franc
À la fin de la guerre, la dette publique représente 200% du PIB. Ce poids trop important de la dette empêche le retour à l'ancienne parité-or du franc et complique sa stabilisation dans les années 1920.